# Castellina in Chianti
Castellina in Chianti település Olaszországban, Toszkána régióban, Siena megyében. Lakosainak száma 2651 fő (2023. január 1.). Castellina in Chianti Castelnuovo Berardenga, Greve in Chianti, Poggibonsi, Radda in Chianti, Monteriggioni és Barberino Tavarnelle községekkel határos.

## Fekvése
Sienától északra fekvő település.

## Története
Castellina in Chianti etruszk eredetű település, melynek nyomai (Montecalvario és Poggino nekropolisz) máig láthatók; egy etruszk közösség alakult ki Castellina in Chianti vidékén az ötödik században.

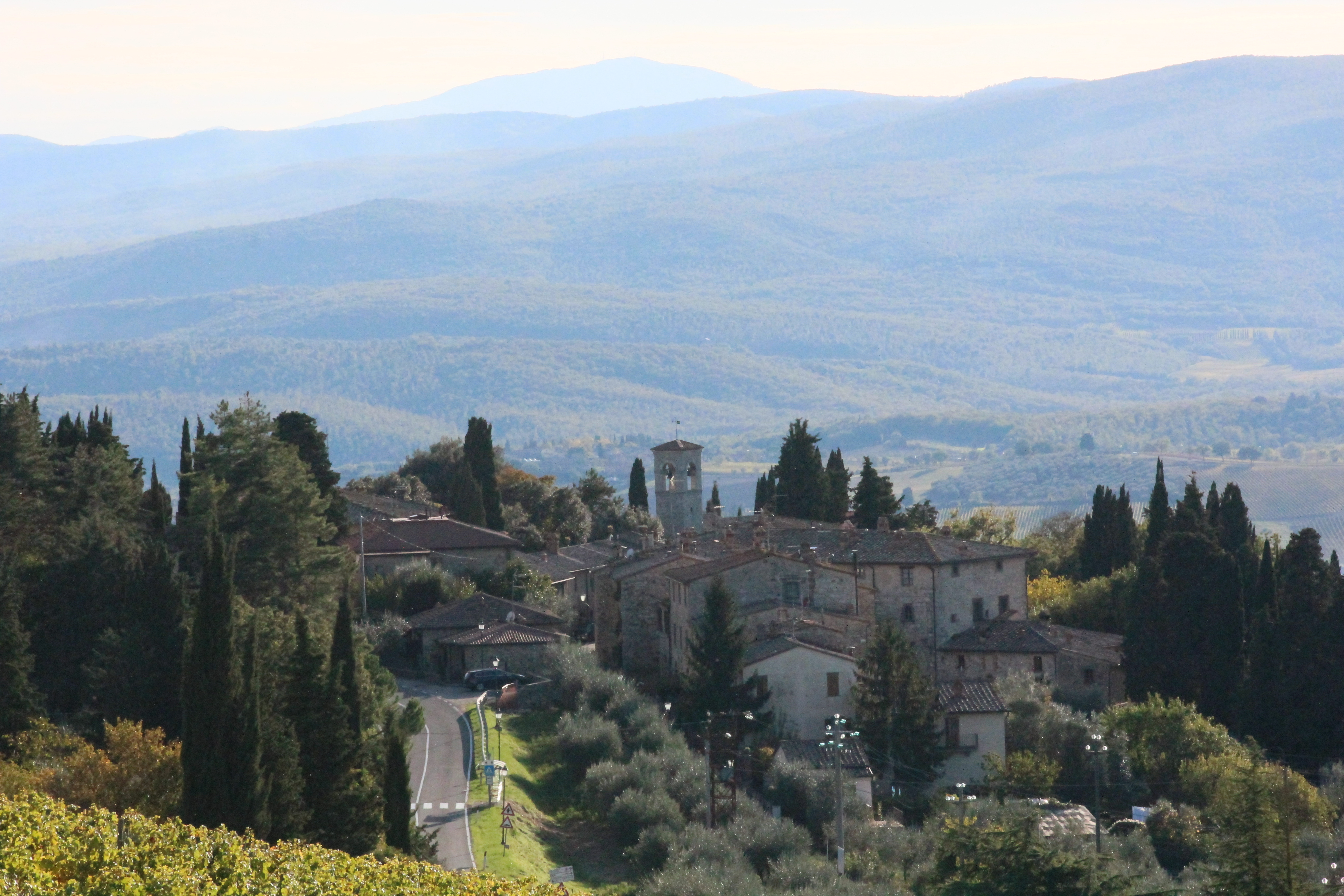

A középkorban a falu stratégiai elhelyezkedésének köszönhetően fontos történelmi események színhelye volt. válik helyőrség Firenze helyőrségévé vált, csatlakozott a Chianti Ligához is. A Sienai és Firenzei köztársaságok közötti harcok miatt épült hatszögletű városfalak ma is láthatók.

## Galéria

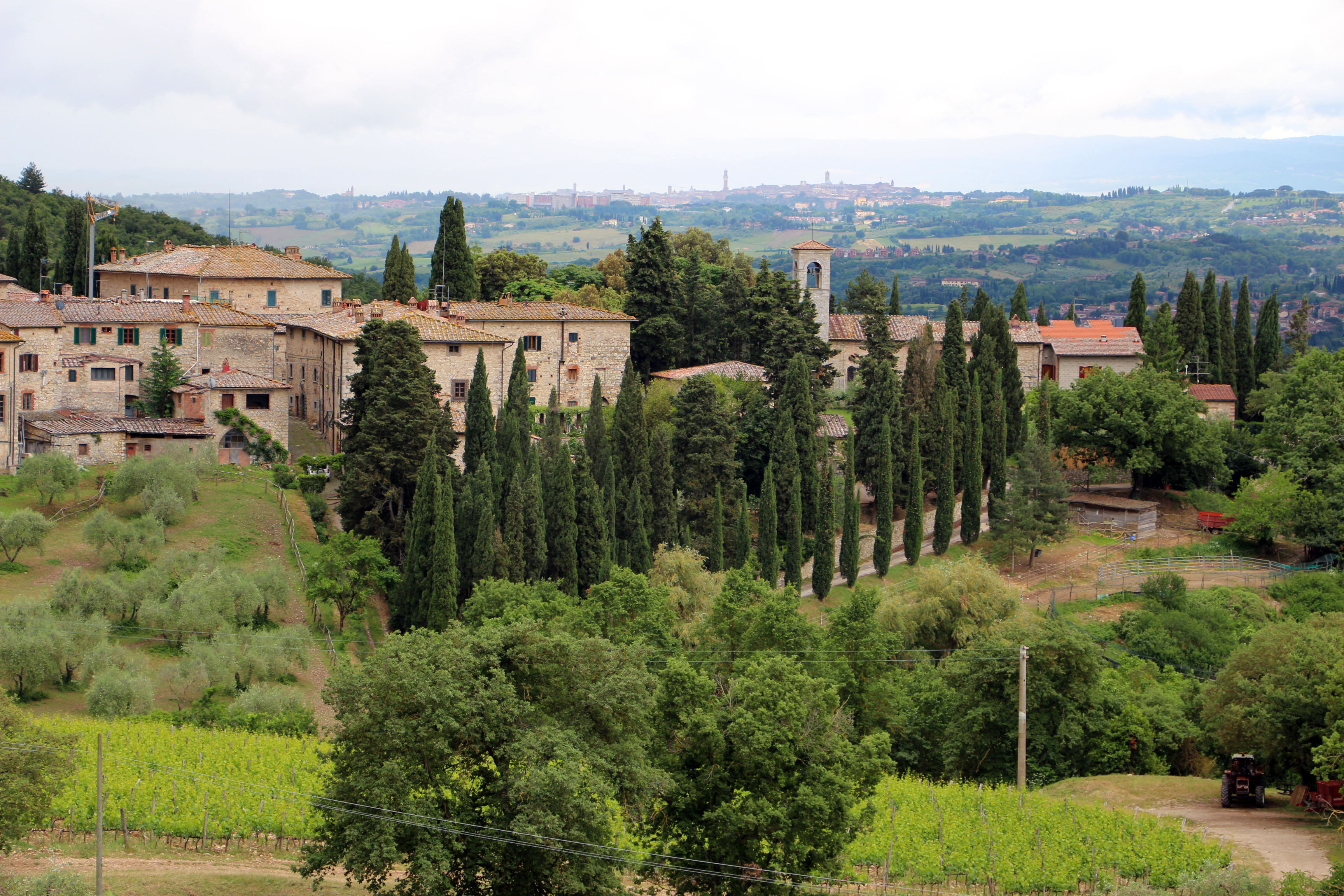
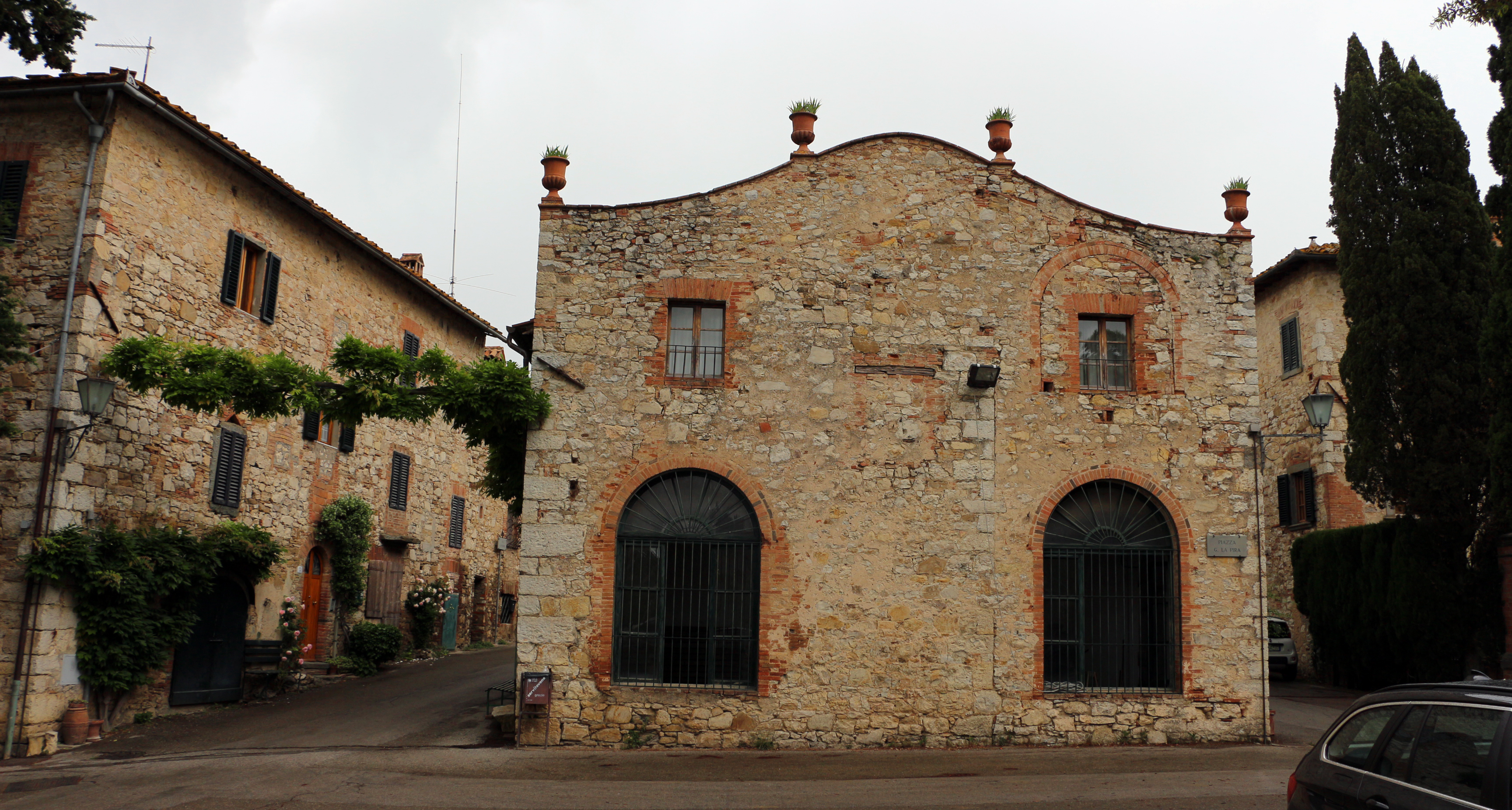
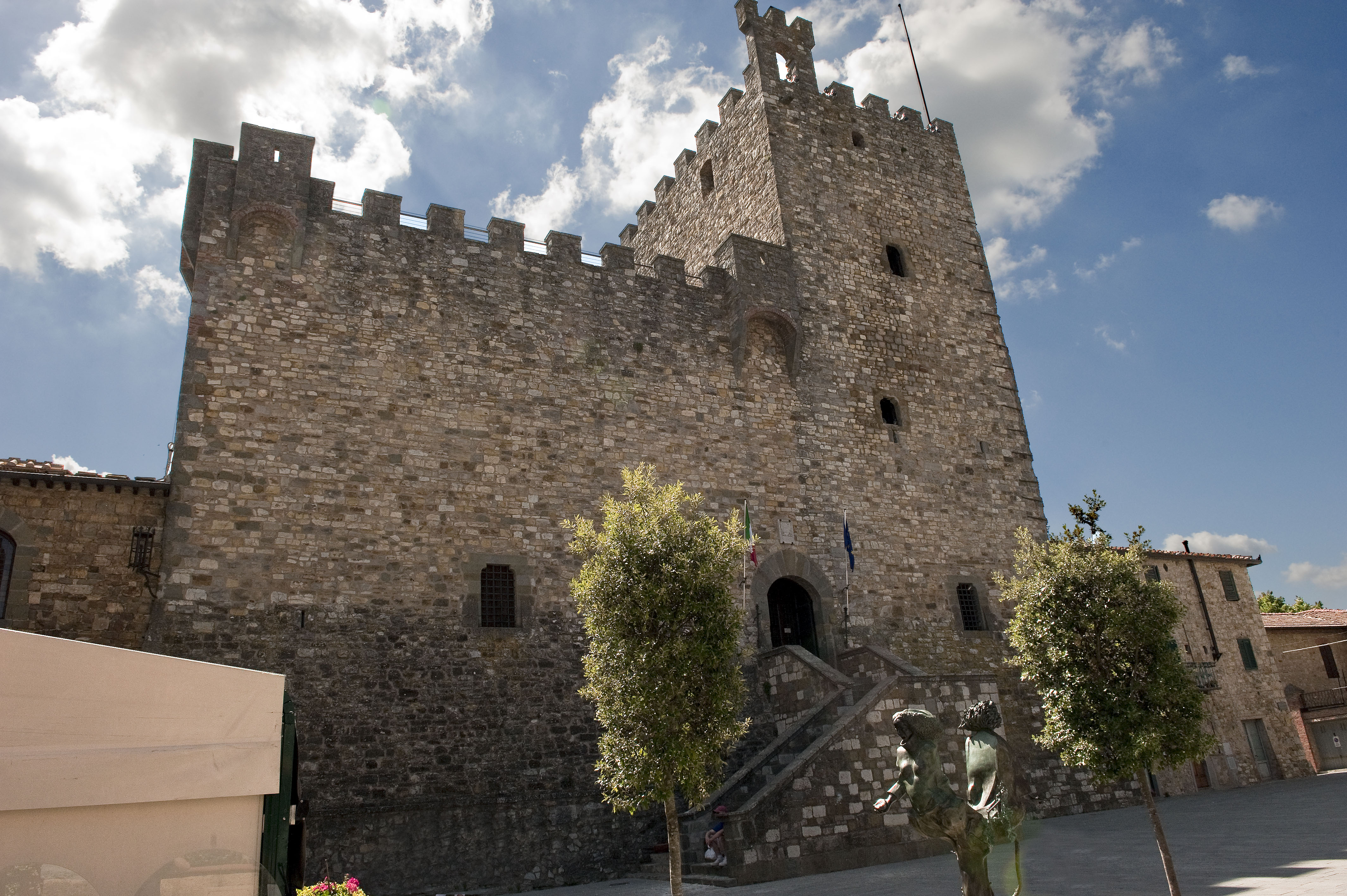
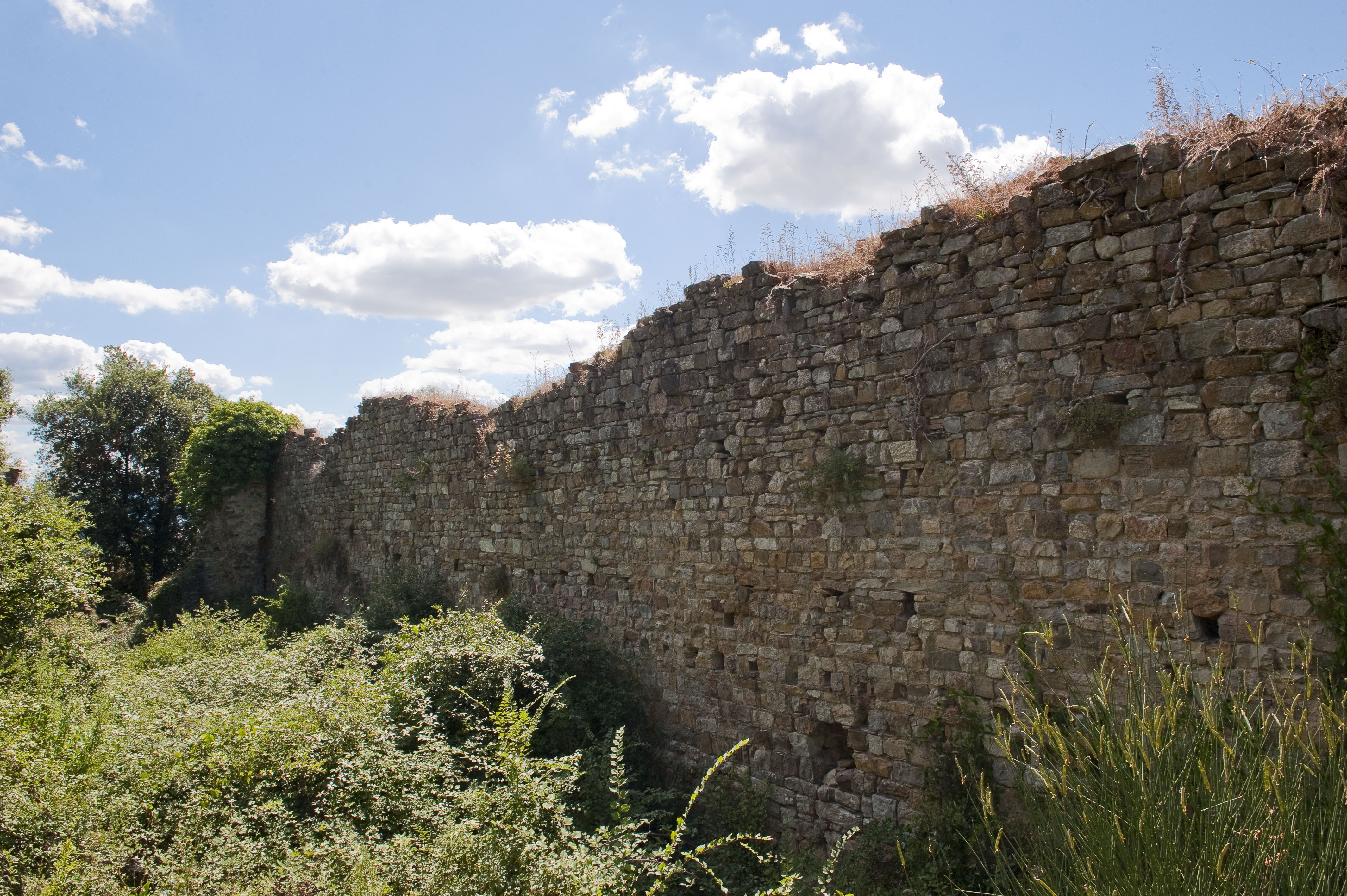
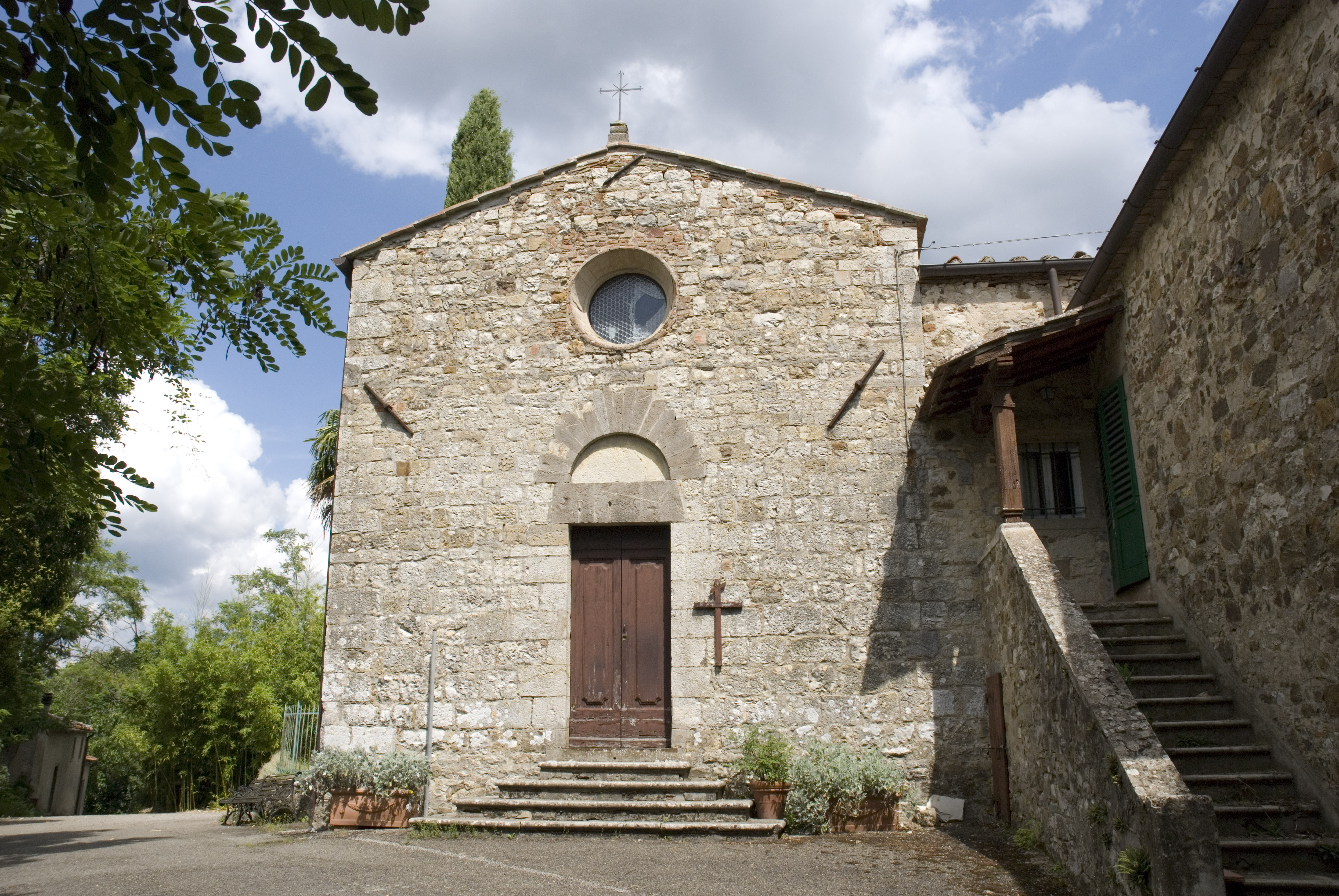
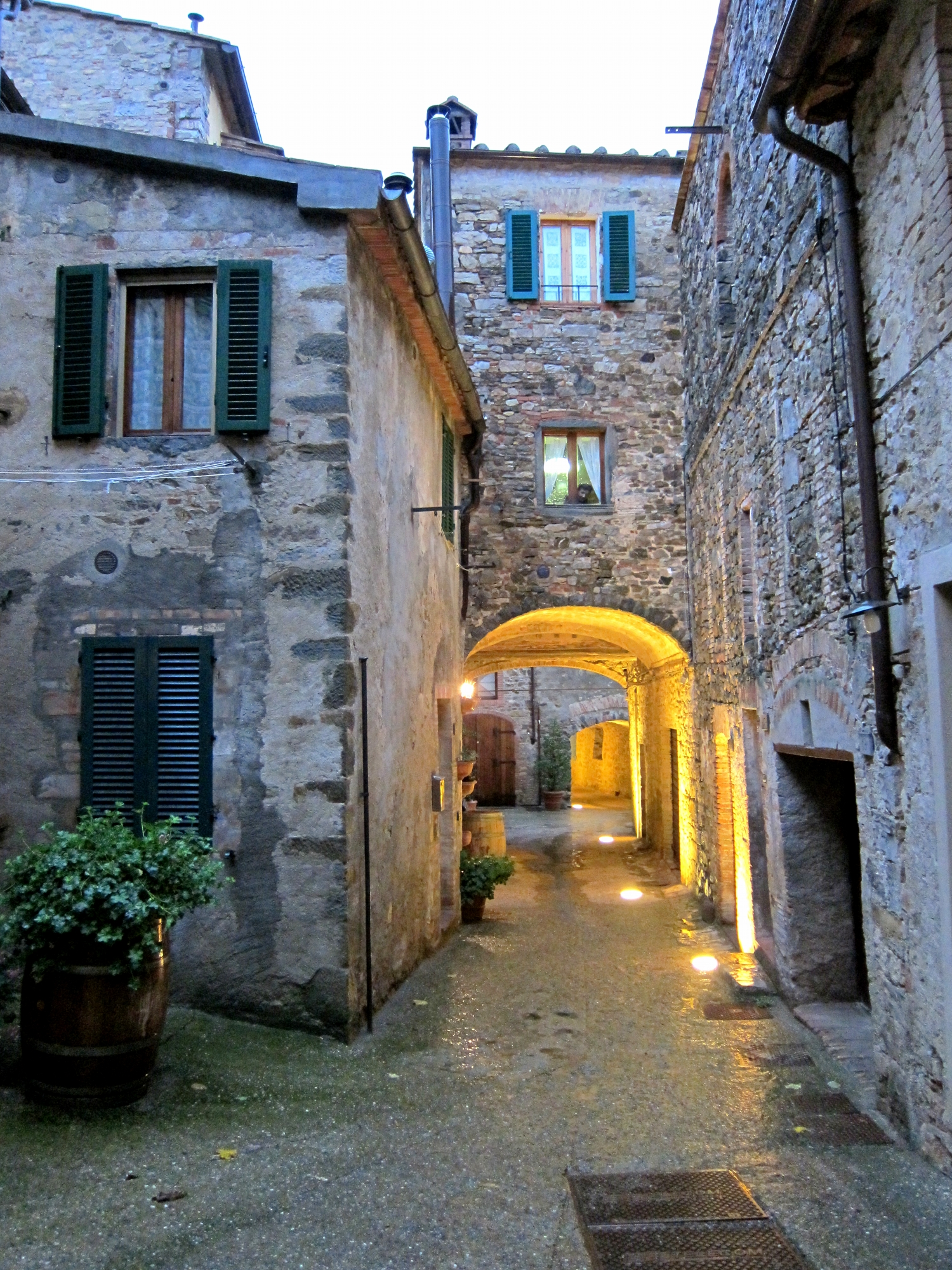
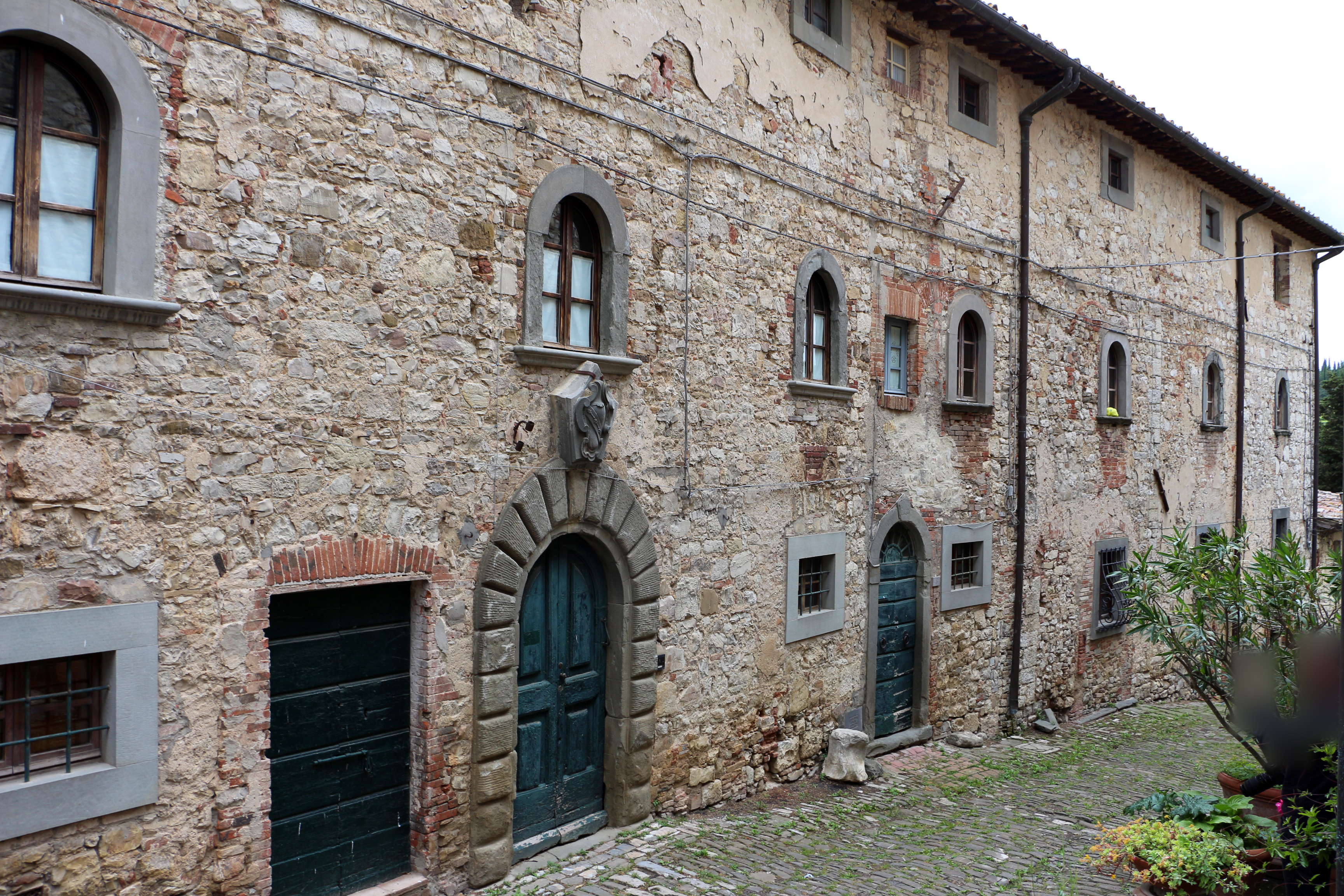
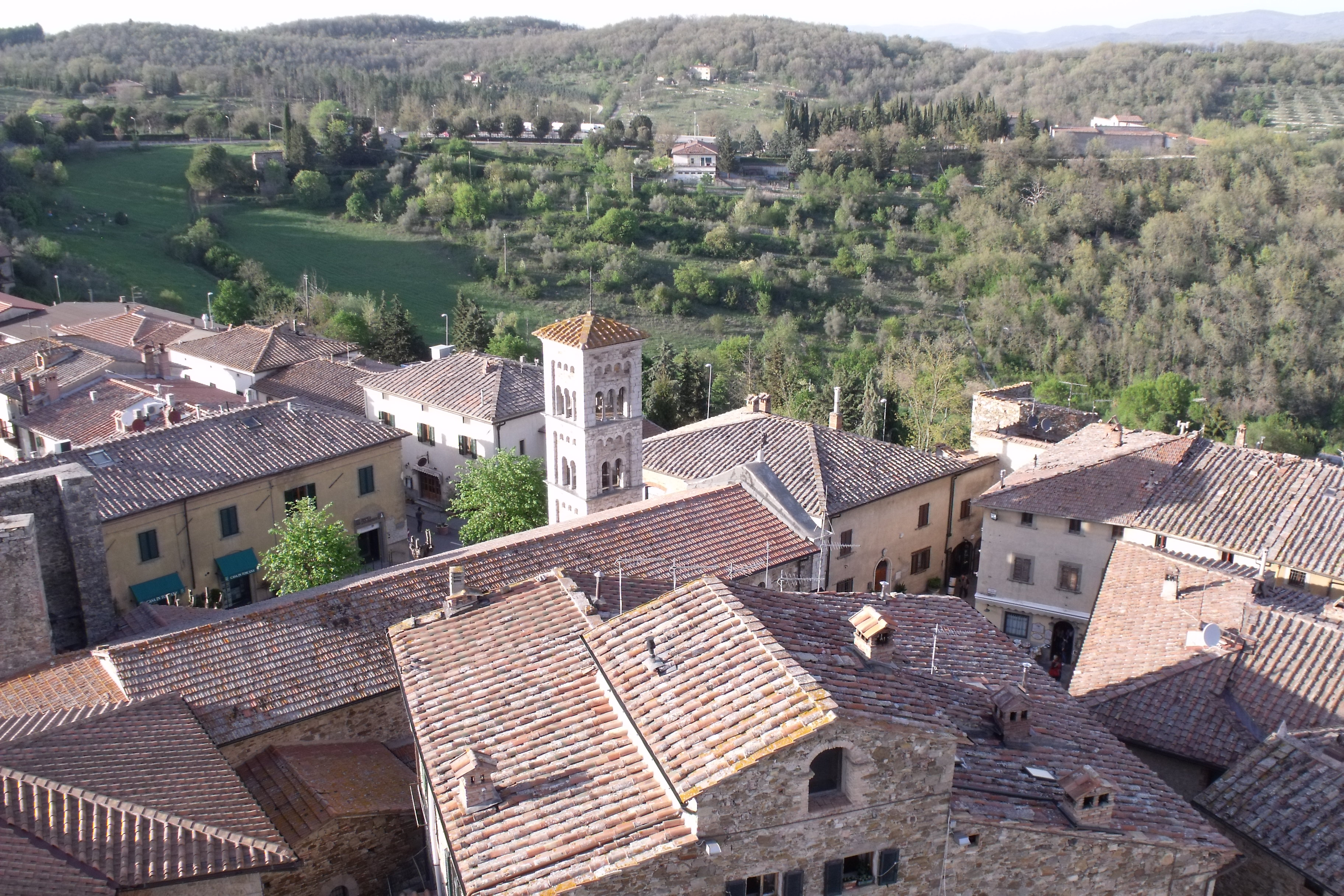
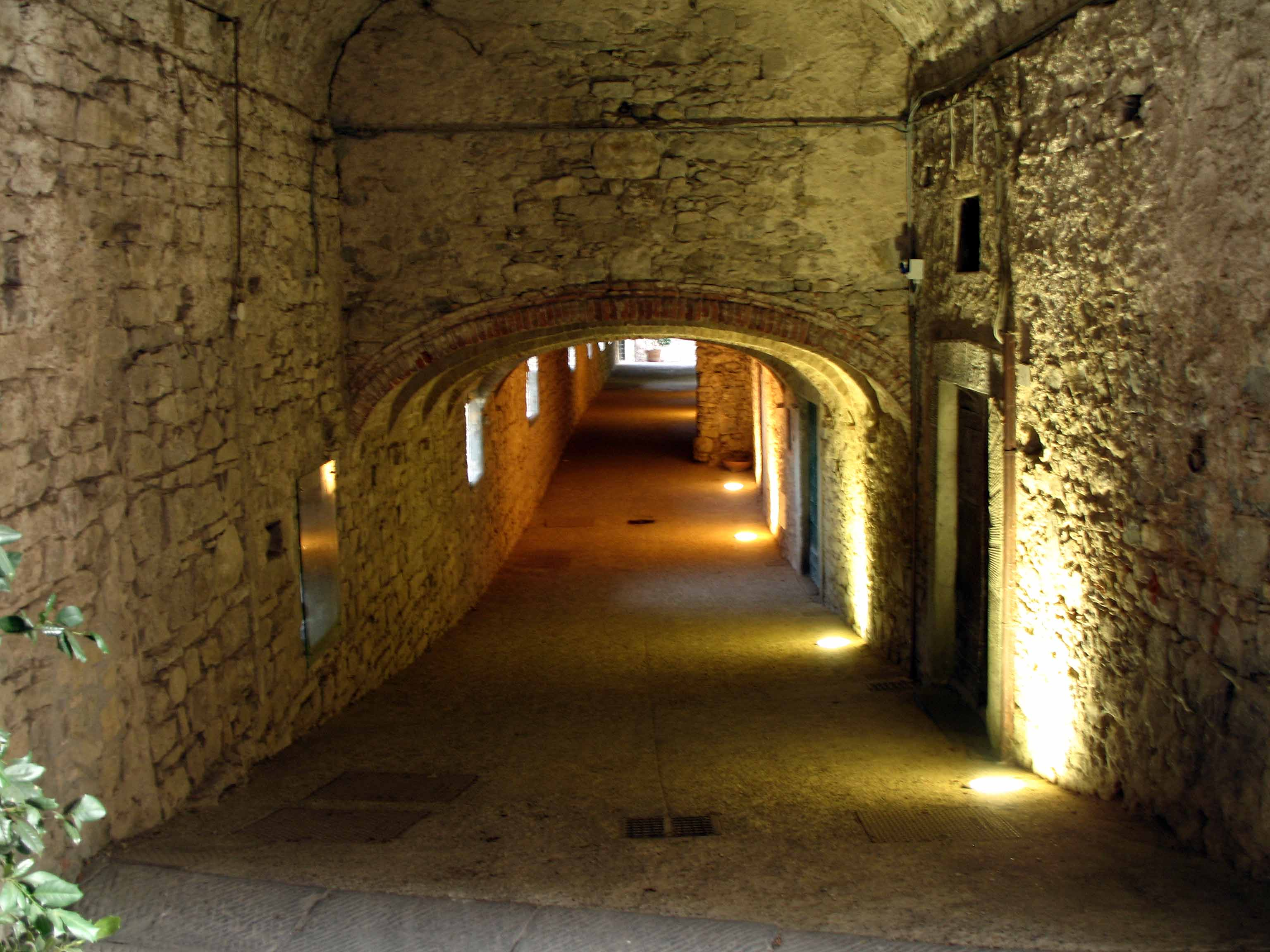
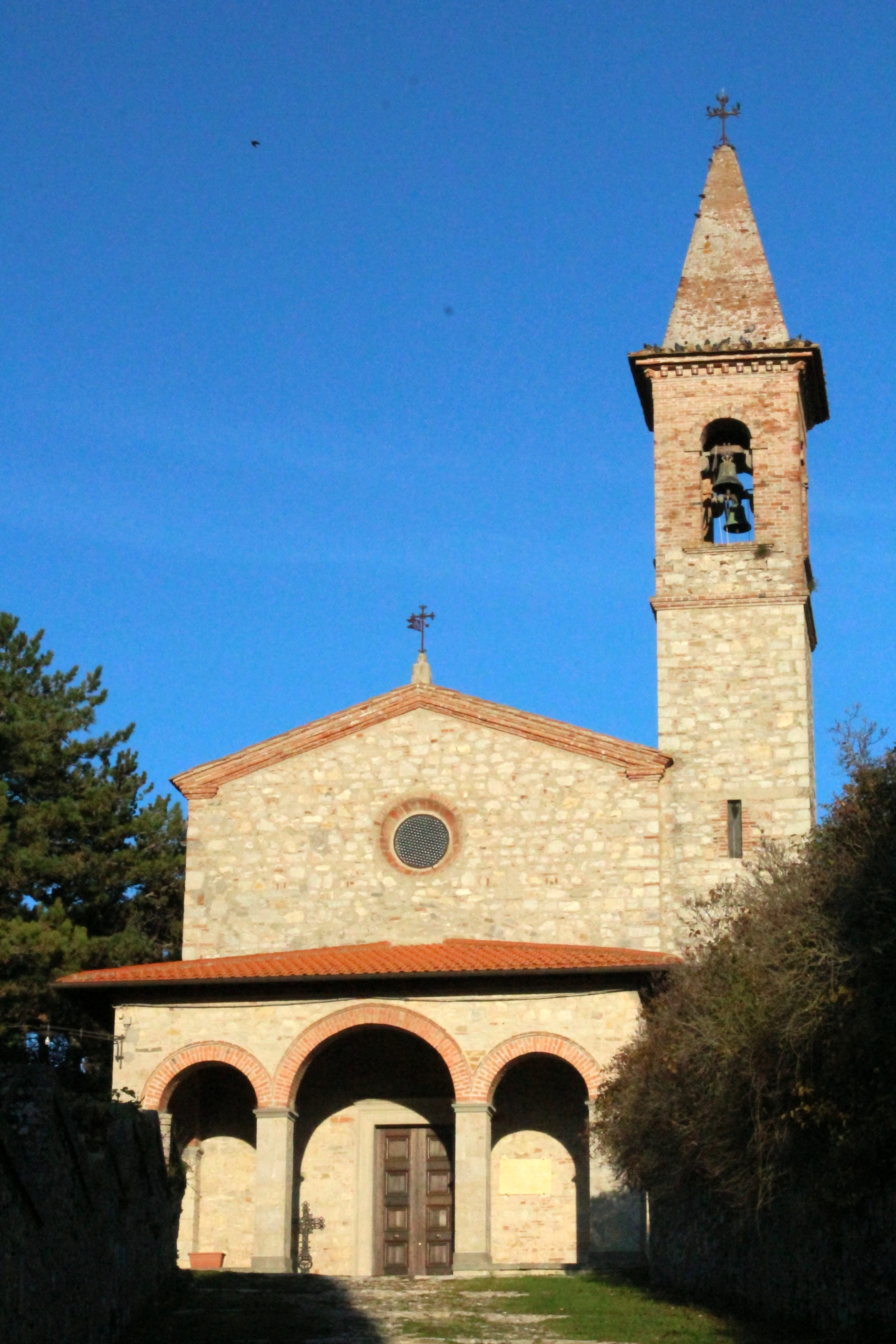
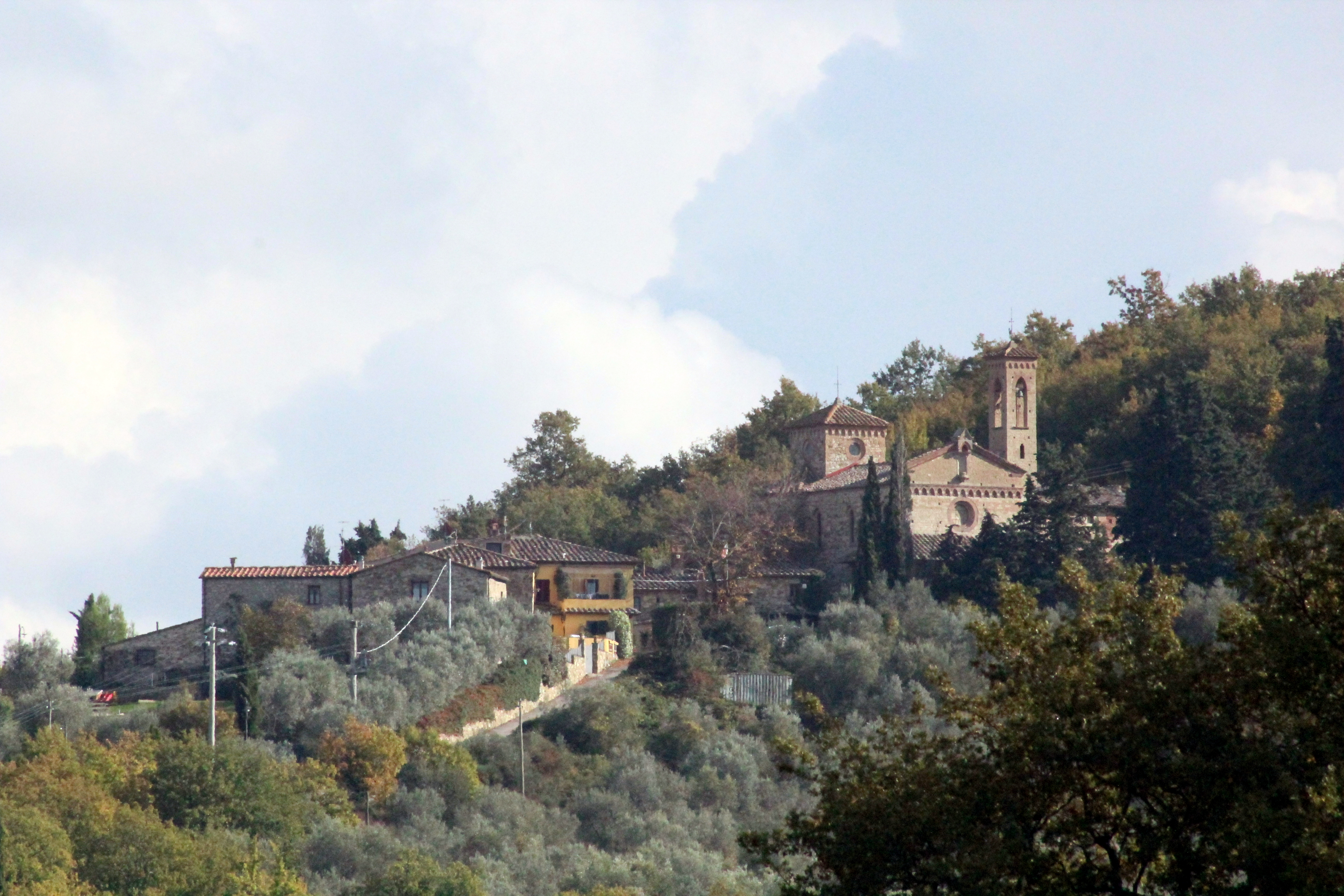
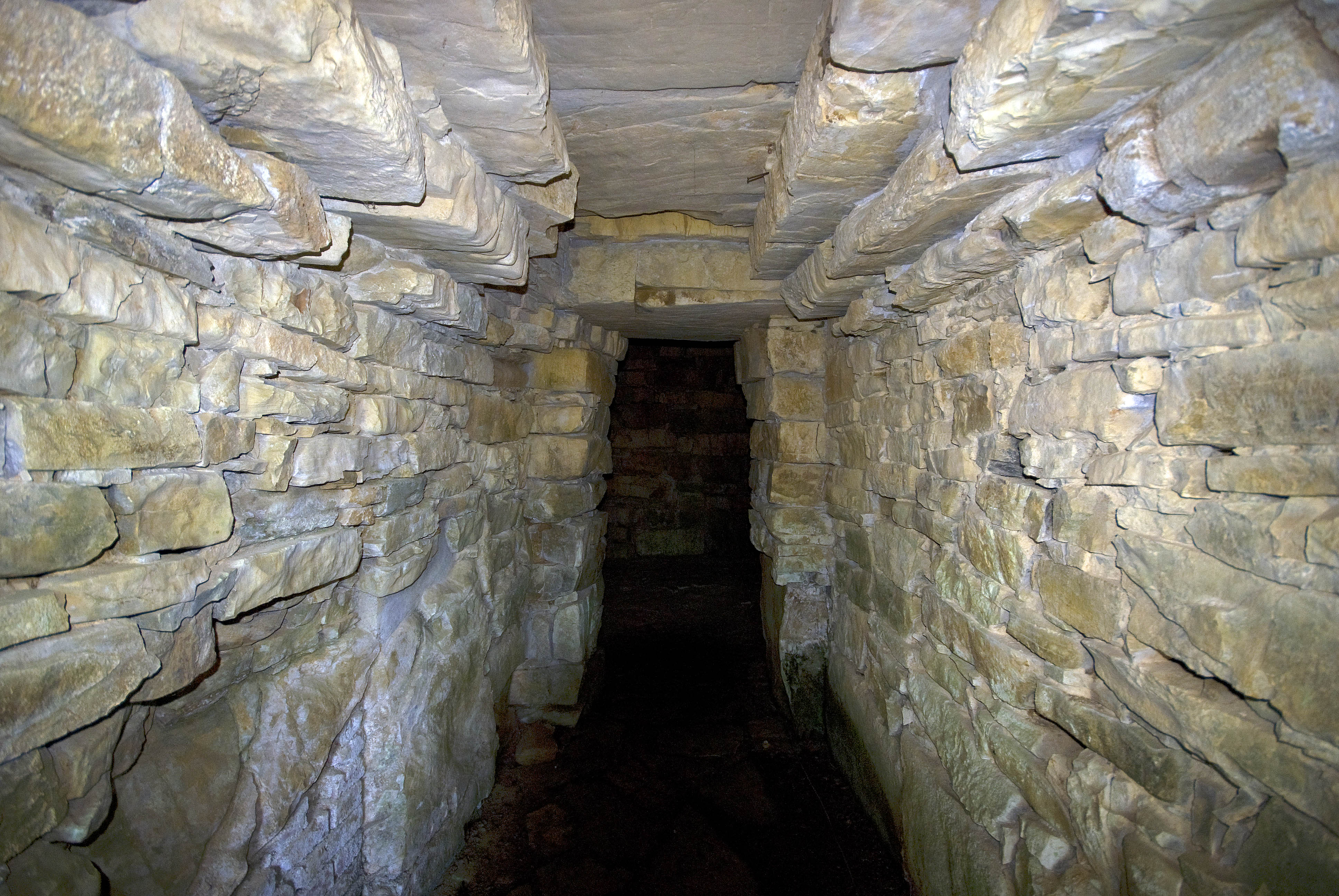

## Népesség
A település lakossága az elmúlt években az alábbi módon változott:
| Lakosok száma | 2888 | 2852 | 2651 |
|               | 2017 | 2018 | 2023 |